# North (Logh)
North è un album del gruppo svedese post-rock Logh. È stato pubblicato il 5 febbraio 2007.

## Tracce
1. Saturday Nightmares – 3:26
2. Weather Island – 3:32
3. The Invitation – 4:07
4. All the Trees – 3:52
5. Death to My Home Town – 3:22
6. The Black Box – 4:00
7. Forest Eyes – 4:25
8. Thieves in the Palace – 7:56
9. Sometimes – 3:14
10. A New Hope – 5:06